# Шахта имени М. И. Калинина (Донецк)

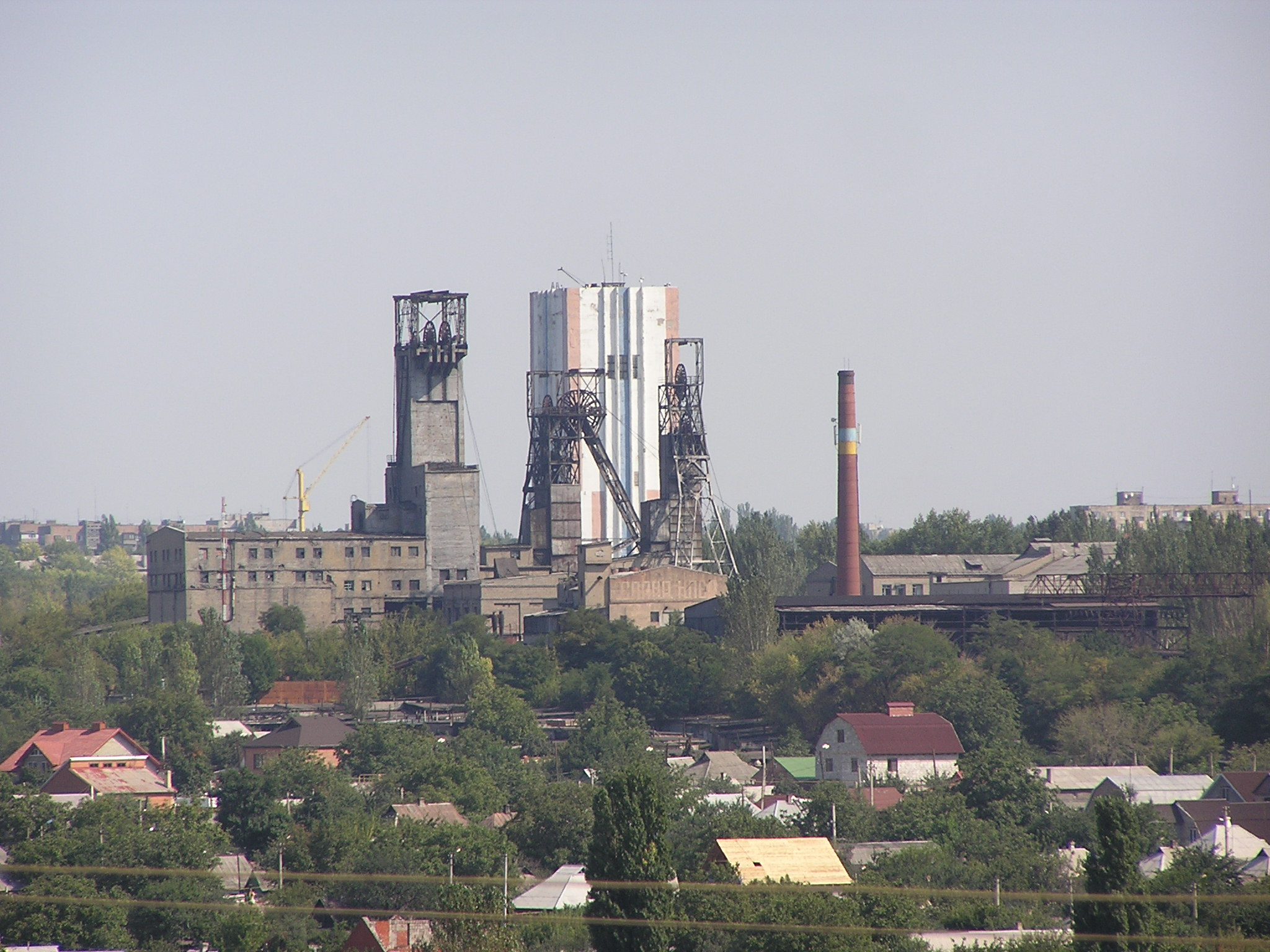
Шахта имени Калинина

Шахта имени М. И. Калинина — угледобывающее предприятие в городе Донецк, входит в состав ГП «Макеевуголь».

## История
Шахта сдана в эксплуатацию в 1961 году с проектной мощностью 1200 тыс. тонн угля в год.
С 1983 года на территории шахты снимался художественный фильм «Восемь дней надежды».
В 2005 году добыто 352,5 тыс. тонн угля. Шахта отнесена к особо опасным по внезапным выбросам угля и газа, опасным по взрывам угольной пыли. Все угольные пласты не склонны к самовозгоранию.

## Характеристики
Поле шахты имени М. И. Калинина расположено в юго-восточной части южного крыла Кальмиус-Торецкой котловины Донецко-Макеевского угленосного района и располагается в северо-восточной части города Донецка. В административном делении проектируемый горный отвод шахты расположен в Калининском, Киевском, Ворошиловском районах города Донецка и Червоногвардейском районе города Макеевка Донецкой области. Размеры шахтного поля по простиранию — 8,0 км, по падению — 4,5 км.
Шахта разрабатывала пласты h10, h8, h7 — Смоляниновский свиты и пласты k5, k²5, k²2 — Каменской свиты. В настоящее время разрабатывается пласт h10, мощностью 1,2 — 1,3 м. Угольный пласт особо опасен по внезапным выбросам угля и газа, опасен по взрыву угольной пыли и суфлярным выделениям метана, не склонен к самовозгоранию. Шахтное поле вскрыто пятью вертикальными стволами, из которых три клетьевых и один скиповой пройдены на центральной промплощадке шахты, и один вентиляционный расположен на фланге.
Проветривание шахты осуществляется по комбинированной схеме двумя вентиляторами главного проветривания всасывающим способом. Каждая главная вентиляционная установка состоит из однотипных центробежных вентиляторов, один из которых рабочий, а второй — резервный, с одинаковыми параметрами технической характеристики. У скипового ствола установлен вентилятор главного проветривания ВЦ-5. На восточном вентиляционном стволе установлен вентилятор главного проветривания ВЦД-47У. Подготовительные выработки проветриваются с помощью вентиляторов местного проветривания.